# Johann Georg Stockmar
Johann Georg Stockmar (ur. 1700, zm. 24 września 1759 w Pirmasens) – malarz niemiecki zatrudniony na dworze landgrafstwa Hesja-Darmstadt.
W 1742 roku przybył do Darmstadt. Stockmar był wedutystą; specjalizował się w pieczołowitym odtwarzaniu szczegółów krajobrazu.